# Olympische Sommerspiele 2016/Radsport – Teamsprint Bahn (Männer)
Der Bahnrad-Teamsprint der Männer bei den Olympischen Spielen 2016 in Rio de Janeiro fand am 11. August 2016 statt.
Olympiasieger wurde die Mannschaft aus Großbritannien. Silber gewann die Delegation von Neuseeland und Bronze sicherte sich Frankreich.

## Ergebnisse

### Qualifikation
Die acht schnellsten Paare qualifizierten sich für die erste Runde.
| Rang | Nation         | Athletinnen                                      | Zeit (s)  | Anmerkungen |
| ---- | -------------- | ------------------------------------------------ | --------- | ----------- |
| 1    | Großbritannien | Philip Hindes Jason Kenny Callum Skinner         | 42,562    | Q, OR       |
| 2    | Neuseeland     | Edward Dawkins Ethan Mitchell Sam Webster        | 42,673    | Q           |
| 3    | Australien     | Patrick Constable Matthew Glaetzer Nathan Hart   | 43,158    | Q           |
| 4    | Frankreich     | Grégory Baugé Michaël D’Almeida François Pervis  | 43,185    | Q           |
| 5    | Polen          | Rafał Sarnecki Damian Zieliński Krzysztof Maksel | 43,297    | Q           |
| 6    | Niederlande    | Jeffrey Hoogland Theo Bos Matthijs Büchli        | 43,688    | Q           |
| 7    | Deutschland    | René Enders Joachim Eilers Maximilian Levy       | 43,711    | Q           |
| 8    | Venezuela      | César Marcano Hersony Canelón Ángel Pulgar       | 44,263    | Q           |
| 9    | Südkorea       | Son Je-yong Im Chae-bin Kang Dong-jin            | DSQ44,422 |             |

- Q = Qualifiziert für die erste Runde

### Erste Runde
Die Duelle setzten sich aus der Qualifikation wie folgt zusammen:
- Lauf 1: 4. gegen 5.
- Lauf 2: 3. gegen 6.
- Lauf 3: 2. gegen 7.
- Lauf 4: 1. gegen 8.

Die die zwei schnellsten Gewinner qualifizierten sich für das Rennen um Gold. Die anderen beiden für das Rennen um Bronze.
| Rang | Lauf | Nation         | Athletinnen                                       | Zeit (s) | Anmerkungen |
| ---- | ---- | -------------- | ------------------------------------------------- | -------- | ----------- |
| 1    | 3    | Neuseeland     | Edward Dawkins Ethan Mitchell Sam Webster         | 42,535   | QG, OR      |
| 2    | 4    | Großbritannien | Philip Hindes Jason Kenny Callum Skinner          | 42,640   | QG          |
| 3    | 1    | Frankreich     | Grégory Baugé Michaël D’Almeida François Pervis   | 43,153   | QB          |
| 4    | 2    | Australien     | Patrick Constable Matthew Glaetzer Nathan Hart    | 43,166   | QB          |
| 5    | 3    | Deutschland    | René Enders Joachim Eilers Maximilian Levy        | 43,455   |             |
| 6    | 2    | Niederlande    | Nils van ’t Hoenderdaal Jeffrey Hoogland Theo Bos | 43,552   |             |
| 7    | 1    | Polen          | Rafał Sarnecki Damian Zieliński Krzysztof Maksel  | 43,555   |             |
| 8    | 4    | Venezuela      | César Marcano Hersony Canelón Ángel Pulgar        | 44,486   |             |

- QG = Qualifiziert für das Rennen um Gold
- QB = Qualifiziert für das Rennen um Bronze

### Finale
| Rang             | Nation         | Athletinnen                                     | Zeit (s) | Anmerkungen |
| ---------------- | -------------- | ----------------------------------------------- | -------- | ----------- |
| Rennen um Bronze |                |                                                 |          |             |
| 3                | Frankreich     | Grégory Baugé Michaël D’Almeida François Pervis | 43,143   |             |
| 4                | Australien     | Patrick Constable Matthew Glaetzer Nathan Hart  | 43,298   |             |
| Rennen um Gold   |                |                                                 |          |             |
| 1                | Großbritannien | Philip Hindes Jason Kenny Callum Skinner        | 42,440   | OR          |
| 2                | Neuseeland     | Edward Dawkins Ethan Mitchell Sam Webster       | 42,542   |             |